# Total Chaos
Total Chaos is een Amerikaanse streetpunkband afkomstig uit Pomona Californië die is opgericht in 1989. De band is nog steeds actief en heeft tot op heden tien studioalbums, drie verzamelalbums en een reeks ep's en singles laten uitgeven via verschillende platenlabels. De politieke voorkeur van de band neigt naar het anarchisme, wat ook doorklinkt in hun teksten.

## Geschiedenis
Total Chaos werd opgericht in 1989 en de eerste formatie bestond uit zanger Rob Chaos, gitarist Gary Doom, bassist Joe E. Bastard en drummer Gearbox. In 1991 nam de band hun eerste demo op, getiteld Punk Invasion, dat werd gevolgd door de ep Nightmares in 1992. In 1993 nam de band het debuutalbum We Are the Punx, We Are the Future op. Niet lang hierna verliet gitarist Gary Doom en werd hij vervangen door Ronald McMurder. Na de uitgave van het debuutalbum werd tournee door Mexico geboekt met Mexicaanse band Yaps. De meeste concerten raakten uitverkocht.
In de jaren 90 besloot de band om een contract te tekenen bij het platenlabel Epitaph Records en via dit label het tweede studioalbum Pledge of Defiance uit te geven in 1994. Om de uitgave te promoten, werd een tour geboekt met The Mighty Mighty Bosstones. Na het einde van de tournee werd een tweede album voor Epitaph Records opgenomen in 1995, getiteld Patriotic Shock, waarbij Germ werd toegevoegd als tweede gitarist. Opnieuw toerde de band ter promotie van de uitgave, dit keer met Battalion of Saints. Tijdens de zomer dat jaar bezocht Total Chaos voor de eerste keer Europa, met de nieuwe gitarist Shawn Smash. De band speelde tijdens de chaosdagen in Duitsland,  bijeenkomsten van punkers in verschillende Duitse steden waar vaak veel geweld bij om de hoek kwam kijken.
In 1996 rekruteerden Rob Chaos, Joe E. Bastard en Shawn Smash drummer Suzy Homewrecker om een nieuw album op te nemen met de titel Anthems From the Alleyway. Dit album verschilt van de andere albums vanwege het doordat het voornamelijk invloeden ontleent uit het geluid van de punk uit de jaren zeventig. Tegen 1997 verloor de band hun contact met Epitaph Records tijdens de periode waarin de band bezig was met het opnemen van nieuwe demo's, voornamelijk vanwege de rehabilitatie van labeleigenaar Brett Gurewitz en de slechte communicatie met labelpresident Andy Kalukin. Om deze redenen besloot de band Epitaph Records te verlaten.
Begin 1998 werd Total Chaos opgeheven. De groep hervormde echter in september zonder Homewrecker, die volgens de band zelf T-shirts van de band stool, deze tegen een gereduceerde prijs verkocht en de winst zelf hield. Total Chaos vroeg Traci Michaels om in te vullen voor één show, de reünieshow in het Showcase Theater. Ze bleven zoeken naar drummers en vonden uiteindelijk Danny Boy Virus. De band tekende vervolgens een contract bij het platenlabel Cleopatra Records om het studioalbum In God We Kill (1999) en het verzamelalbum Early Years 89-93, een compilatie van de vroege demo's en lp's, uit te brengen. Kort na de eerste Japanse tour nam de band Punk Invasion op, dat werd uitgebracht via het label Reject Records in 2001, en was opgenomen met basgitarist Todd Trash en drummer Danny Boy Virus.
In 2002 werd de band uitgenodigd voor de Warped Tour, samen met bands als The Casualties, Pistol Grip, The Mighty Mighty Bosstones, Anti-Flag en Bad Religion. Na de tour kwam de originele drummer Gearbox terug in de band, en met de nieuwe bassist Charlie, ex-lid van Life's Halt, bracht de band het studioalbum Freedom Kills uit via het platenlabel SOS Records en toerde vervolgens met The Adicts, The Exploited en Conflict.

## Discografie
| Studioalbums - We Are the Future, We Are the Punks (1993) - Pledge of Defiance (1994) - Patriotic Shock (1995) - Anthems from the Alleyway (1996) - In God We Kill (1999) - Punk Invasion (2001) - Freedom Kills (2005) - Avoid All Sides (2007) - Battered and Smashed (2011) - World of Insanity (2015) | Verzamelalbums - The Early Years 89-93 (2000) - 17 Years of...Chaos (2006) - The Feedback Continues (2006) |